# Libri Librorum
Die Reihe Libri Librorum (Bücher der Bücher) ist eine von 1921 bis 1923 mit 6 Titeln im Leipziger Insel Verlag erschienene Buchreihe. Sie bildete ein Teilstück des multilingual konzipierten „Orbis Literarum“ (Welt der Literatur) und umfasste umfangreichere Werke.

## Ausgabeanlass
Die Idee zur Edition fremdsprachiger Literatur in den Originalsprachen im Insel Verlag stammte von dem kosmopolitisch eingestellten Verlagsautor Stefan Zweig. Dieser ging unmittelbar nach dem Ersten Weltkrieg davon aus, dass der Import ausländischer Bücher nach Deutschland zur Lektüre in der Originalfassung aufgrund der zunehmend ungünstigeren Wechselkursverhältnisse der Mark gegenüber ausländischen Währungen längerfristig erschwert sein würde. So hatte die Papiermark gegenüber der internationalen Leitwährung US-Dollar am 31. Januar 1918 die Hälfte und am 31. Januar des Folgejahres bereits drei Viertel ihres Vorkriegswertes verloren. Ihr weiterer Verfall war abzusehen. Zweig entwickelte unter diesem Eindruck in einem Brief vom 27. Februar 1919 an den Verleger Anton Kippenberg seine Idee einer Buchproduktion mit ausländischen Originalwerken im Insel Verlag, womit er auch Konkurrenzunternehmen anderer Verlage zuvorkommen wollte. Diesem Vorhaben schloss sich nach anfänglichem Zögern Kippenberg an, da ihn vor allem das ökonomische Argument überzeugte. So formulierte er auch in einer späteren Verlagswerbung zur Begründung dieses Projekts, dass es

„dem gebildeten Deutschen, der noch niemals, auch nicht in den Stunden des Krieges, den geistigen Zusammenhang mit den Kulturen Europas verloren hat, fast unmöglich geworden [ist], vom Ausland Bücher zu beziehen.“

Bei einem Treffen in Leipzig im Oktober 1919 wurden die Einzelheiten des Projekts, das aus drei sich gegenseitig zum „Orbis Literarum“ ergänzenden Buchreihen bestehen sollte, ausgearbeitet. Dabei lag der Reihencharakter für Zweig und Kippenberg in seiner Klassizität, was sich in dem Briefwechsel zur Ausarbeitung des Reihenprogramms zwischen beiden widerspiegelt. Bei dem Treffen wurden auch die notwendigen Werbemaßnahmen beschlossen. Eine erste Anzeige im Börsenblatt für den Deutschen Buchhandel noch im Jahre 1919 sollte die Aufmerksamkeit des Buchmarkts auf die geplanten Buchreihen lenken, und eine weitere vom 17. Februar 1920 das Geschäftsfeld gegenüber etwaigen mit ähnlichen Ideen konkurrierenden Verlagen abstecken. Zweig wies auch auf die Vorteilhaftigkeit von Prospektbeilagen in den Reihenwerken hin, mit denen auf alle Reihenprogramme hingewiesen wird. Auch bekannte Autoren, wie Thomas Mann, und sonstige Personen des öffentlichen Lebens wurden durch Rezensionsexemplare um entsprechende persönliche Verwendung für das Reihenprojekt in entsprechenden Publikationen gebeten. Thomas Mann kündigte daraufhin eine öffentliche Stellungnahme an, die zum Weihnachtsgeschäft 1920 in den Münchner Neuesten Nachrichten erschien. Am 15. Februar 1921 folgte ein Essay Hugo von Hofmannsthals in der Neuen Freien Presse.
Im Einzelnen: Für die hier beschriebene Reihe „Libri Librorum“ waren große Werke im handlichen Format der „Großherzog Wilhelm Ernst Ausgabe“ vorgesehen, das auch schon bei den deutschen Klassikern des Verlags erfolgreich Verwendung fand. Die auf Dünndruckpapier gedruckten Texte würden in Leinen- und Ledereinbänden lieferbar sein. Werke mittleren Umfangs und Gedichtanthologien stünden im Fokus der zweiten Reihe, der „Bibliotheca Mundi“ (Weltbibliothek). Und schließlich sollte bei der Reihe „Pandora“, die kürzere Texte von ca. 6 Bogen, wie Novellen, Erzählungen, Stücke oder Gedichtzusammenstellungen, präsentieren sollte, bei Ausstattung und Konzeption direkt an die schon seit 1912 mit hervorragenden Verkaufszahlen erfolgreich auf dem Markt befindliche Insel-Bücherei angeknüpft werden. Sie würde die beiden Reihen mit Büchern größeren Umfangs ergänzen und durch eigene Musterpapiere, spezielle Titelschilder sowie ein eigenes Signet auch gegenüber der IB ein eigenes Gesicht erhalten. Letztlich erreichte sie nur 52 Titel.
 Im Nachgang ist freilich festzustellen, dass die von Zweig und Kippenberg erhoffte Resonanz beim Publikum bei allen drei Buchreihen weitestgehend ausblieb, was nicht nur auf die bereits im November 1923 mit der Einführung der Rentenmark erfolgreich eingeleitete Währungsstabilisierung zurückzuführen war. Vielmehr wollten die Käufer die relativ hohen Preise der Gesamtreihe nicht bezahlen und waren die ausgewählten Texte wohl nicht attraktiv genug für das Publikum oder auch zu anspruchsvoll.

## Ausgaben

### Ankündigung 1919 und 1920
Die erste Börsenblatt-Anzeige zum „Orbis Literarum“, hier nur zur Bibliotheca mundi, datierte vom 6. Dezember 1919. In einer mit sieben Seiten weitaus umfangreicheren zweiten Anzeige vom 17. Februar 1920, „Ausführliche Ankündigung über BIBLIOTHECA MUNDI. LIBRI LIBRORUM. PANDORA. drei einander ergänzende Sammlungen von Meisterwerken der Weltliteratur in den Ursprachen“, waren für die Reihe Libri Librorum zunächst 7 Titel vorgesehen, zusätzlich zu den davon dann erschienenen fünf noch Werke von Cervantes (Don Quijote) und Swift (Gulliver’s Travels). An dem Projekt arbeiteten neben Zweig auch der Romanist Heinrich Wengler und Fritz Adolf Hünich mit.

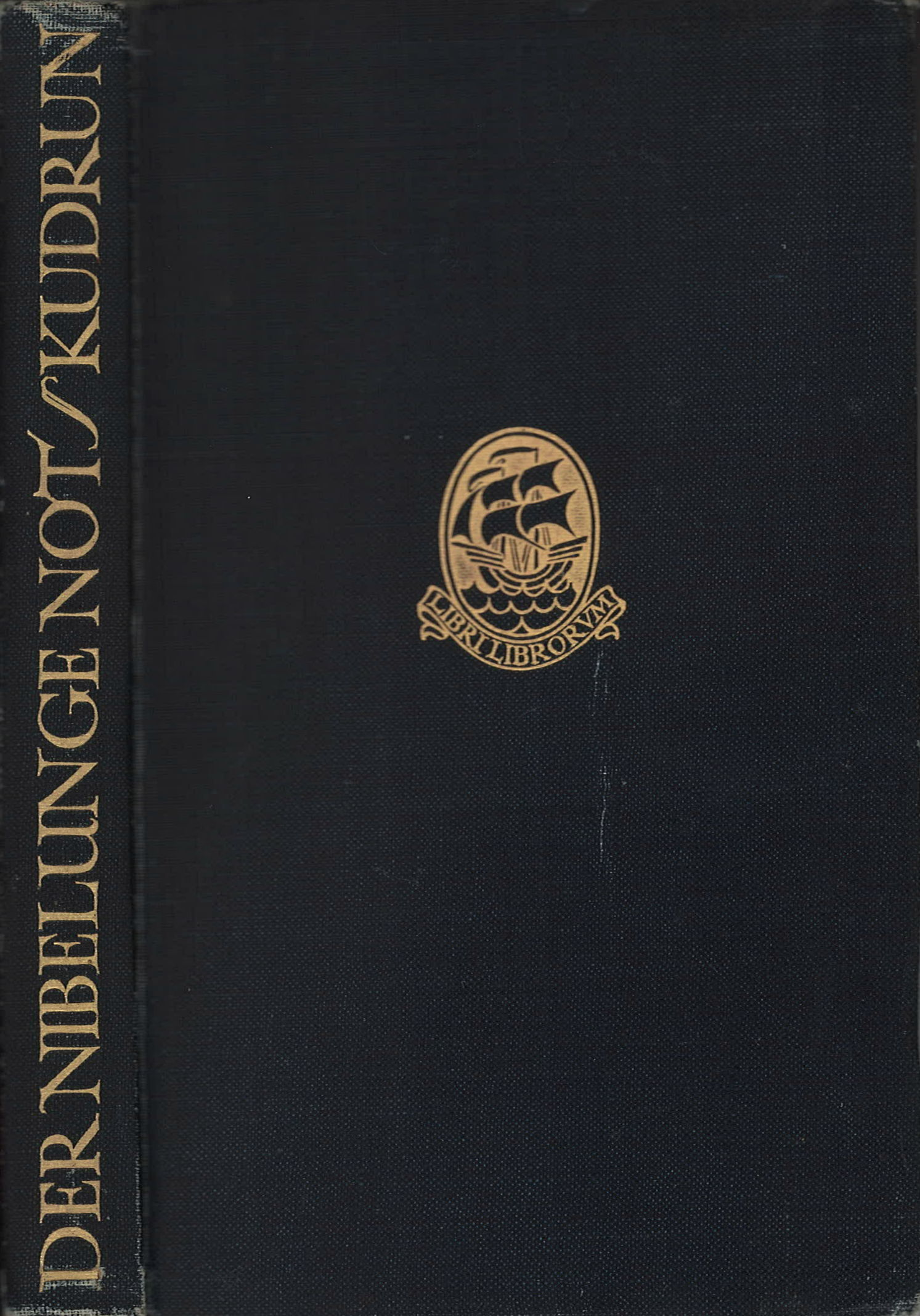
Leineneinband (Vorderdeckel) mit Reihensignet

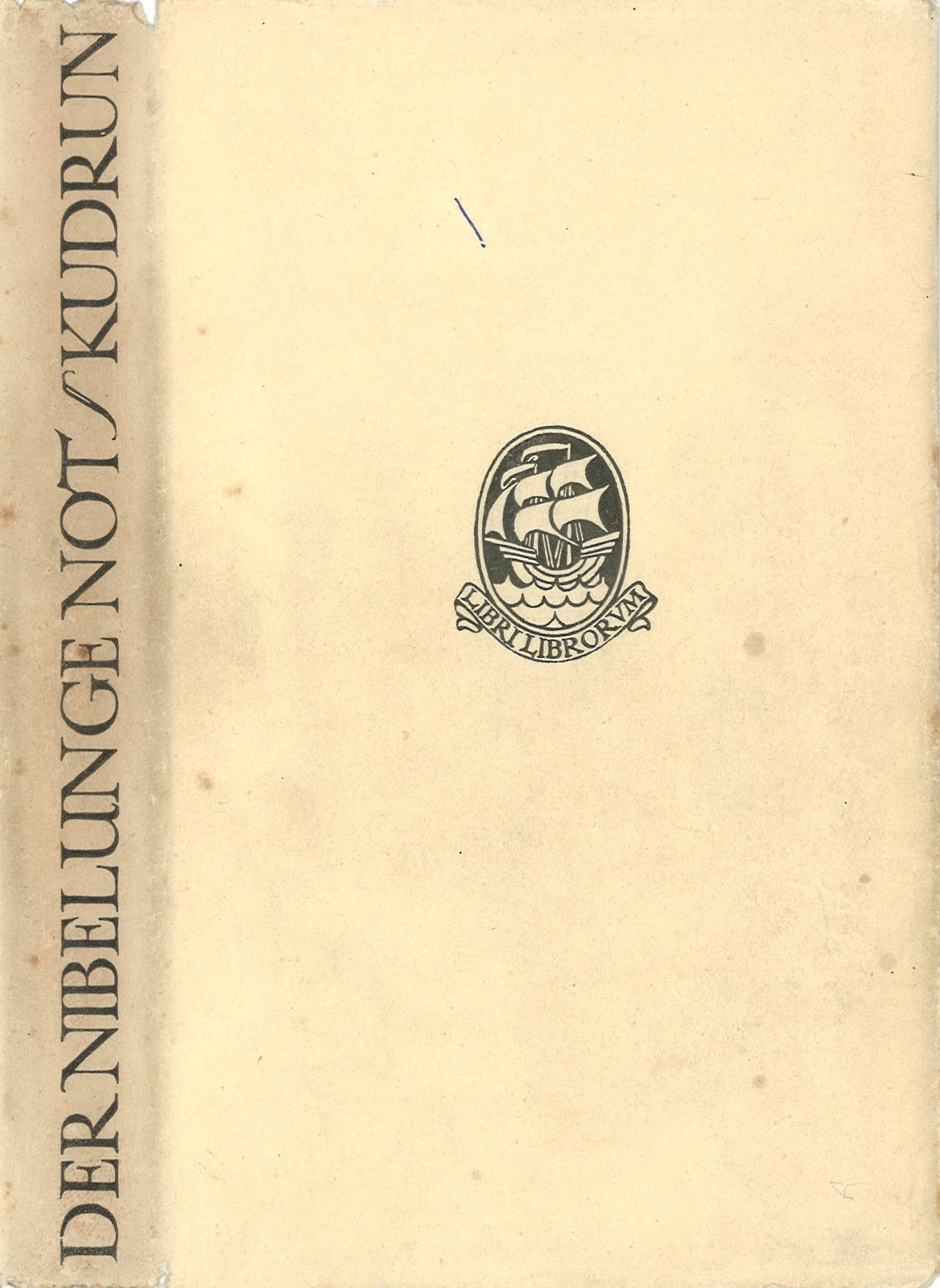
Weißer Schutzumschlag mit Rückentitel und Reihensignet

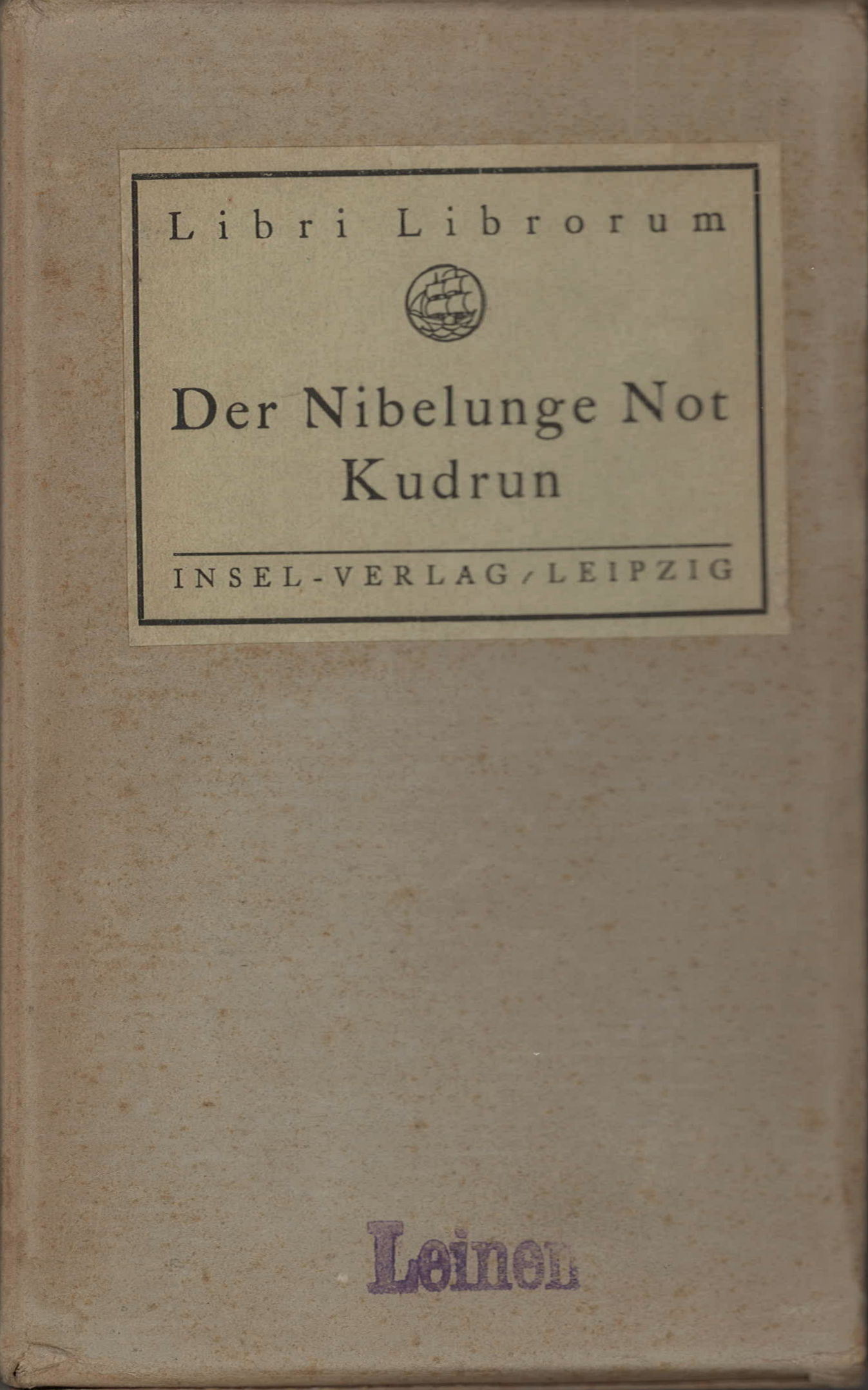
„Der Nibelunge Nôt / Kûdrûn“ (1921), Schuber

### Format und Auflagenhöhe, Ladenpreis
Die im Oktavformat (8°) der „Großherzog Wilhelm Ernst Ausgabe“ und in Dünndruckpapier gehaltene Reihe Libri Librorum erschien in Startauflagen von 5000 Exemplaren, deren Verkauf allerdings nicht im erhofften Maß erfolgte. Mit der Währungsstabilisierung war der weiteren Profilierung des Reihenprogramms endgültig die wirtschaftliche Grundlage entzogen worden. Die „Libri Librorum“ dürften deshalb nur einen Bruchteil ihrer ursprünglich geplanten Titelzahl erreicht haben. So erlebten auch nur drei Titel, und zwei davon auch erst viele Jahre später, weitere Auflagen: Balzacs Les contes drôlatiques, Homers Ilias/Odyssee und Der Nibelunge Nôt. Bei den beiden letztgenannten wurden die Einbände leicht verändert. Bei Der Nibelunge Nôt prangte 1930 auf dem Vorderdeckel ein normales ovales Signet ohne Reihenhinweis und die Rückenbeschriftung ist in gröberen Lettern gehalten. Erst nach der letzten Leipziger Auflage von 1955, die vom Wiesbadener Haus in Westdeutschland mit vertrieben wurde, wurde der Titel aus dem Verlagsprogramm ausgeschieden. Homers Ilias/Odyssee zierte in den Auflagen von 1935 und 1942 anstelle des Reihensignets eine Vignette mit Homers Porträt. 
 Nach 1924 wurden die Titel in den Verlagsankündigungen und -verzeichnissen nicht mehr unter dem Reihennamen geführt. Streng genommen endete damit die Reihe bereits mit der 2. Auflage des Balzac-Bands. Die Fortsetzung der beiden Titel mit sprachhistorischem Bezug über die Inflationszeit hinaus dürfte eine Nachfrage seitens der Sprachwissenschaft und der schulischen Ausbildung befriedigt haben. 
 Lieferbar waren zumindest bis 1940 die Dante-Bände, wobei die Aufbindungen nach 1924 auch nur noch ein einfaches ovales Verlagssignet ohne Reihenhinweis trugen, sowie die Nachauflagen der Epen Homers und des Bands „Der Nibelunge Nôt“. Die anderen beiden Ausgaben waren schon Mitte (Dostojewski) und Ende (Balzac) der 1920er Jahre ausverkauft.
1921 wurden die Leinenbände inflationsbedingt zwischen 32 Mark (Balzac) und 56 Mark (Homer) angeboten. Die beiden Dante-Bände kosteten zusammen 70,- M, was etwa 2,80 US-$ oder rund 18 Schweizer Franken entsprach. Lederausgaben kamen noch 1921 zusätzlich ins Angebot; sie begannen bei 140,- M (Balzac), der inzwischen als Leinenband 40,- M kostete, und endeten bei 160,- M (Homer). Nach Überwindung der Inflation kosteten die Reihenbände 1924 in Leinen 7,- und in Leder 14,- Reichsmark. Davon abweichend wurde aufgrund seines größeren Umfangs der Homer–Band für 9 bzw. 16 RM verkauft. Ende der 1920er Jahre wurden die Preise leicht gesenkt. Für die im Leipziger Verlagshaus 1955 hergestellte 4. und letzte Auflage von „Der Nibelunge Nôt“ wurden in der DDR 8,- Mark und in der Bundesrepublik 10,- DM verlangt.

### Druck und Ausstattung
Gedruckt wurden die Erstauflagen der Bände bei den Leipziger Druckereien Bernhard Tauchnitz, Otto Spamer, Poeschel & Trepte und Breitkopf & Härtel. Dabei wurde der Dostojewski-Band noch in der alten russischen Orthographie gesetzt.

Alle Ausgaben tragen auf dem Vorderdeckel ein speziell für diese Reihe von Walter Tiemann entworfenes Verlagssignet mit dem verlagstypischen Inselschiff, das von Meereswellen bewegt wird, und dem Schriftzug „LIBRI LIBRORUM“ sowie einen goldgeprägten Rückentitel. Auf dem Schmutztitel, dem stets zweifarbig in schwarz und rot gesetzten Titelblatt (nur bei den Reihenauflagen), der Druckbogensignatur und dem Impressum findet sich dagegen kein Hinweis auf die Reihe. Nur das allgemeine Verlagssignet des Insel Verlags, das bereits 1907 von Eric Gill entworfen worden war, ziert noch den Schmutztitel. Die Reihenzugehörigkeit eines Bandes ist also allein am Einband ablesbar.

Die Bücher wurden zumeist in einfarbiges, flexibles Leinen gebunden. Daneben gab es bei allen Erstauflagen Binderaten in flexiblem Ganzleder mit Goldschnitt. Die Bände wurden auch mit einfarbigen Schutzumschlägen im Schuber mit aufgeklebter Titelvignette ausgeliefert. Die Schutzumschläge kommen mit und ohne Reihensignet vor.
Die Autorenangabe für die in italienischer und lateinischer Sprache aufgelegten beiden Dante–Bände ist in der latinisierten Form „Dantes Alagherius“ angegeben, da einerseits Latein die Lingua franca des „Orbis Literarum“ des Insel Verlags war – in ihr waren auch Paul Cauers Begleitwort „Lectori salutem“ zu Homers Ilias/Odyssee und das Inhaltsverzeichnis verfasst – und andererseits im Band 2 auch originale lateinische Texte von Dante in der Ausgabe enthalten waren.

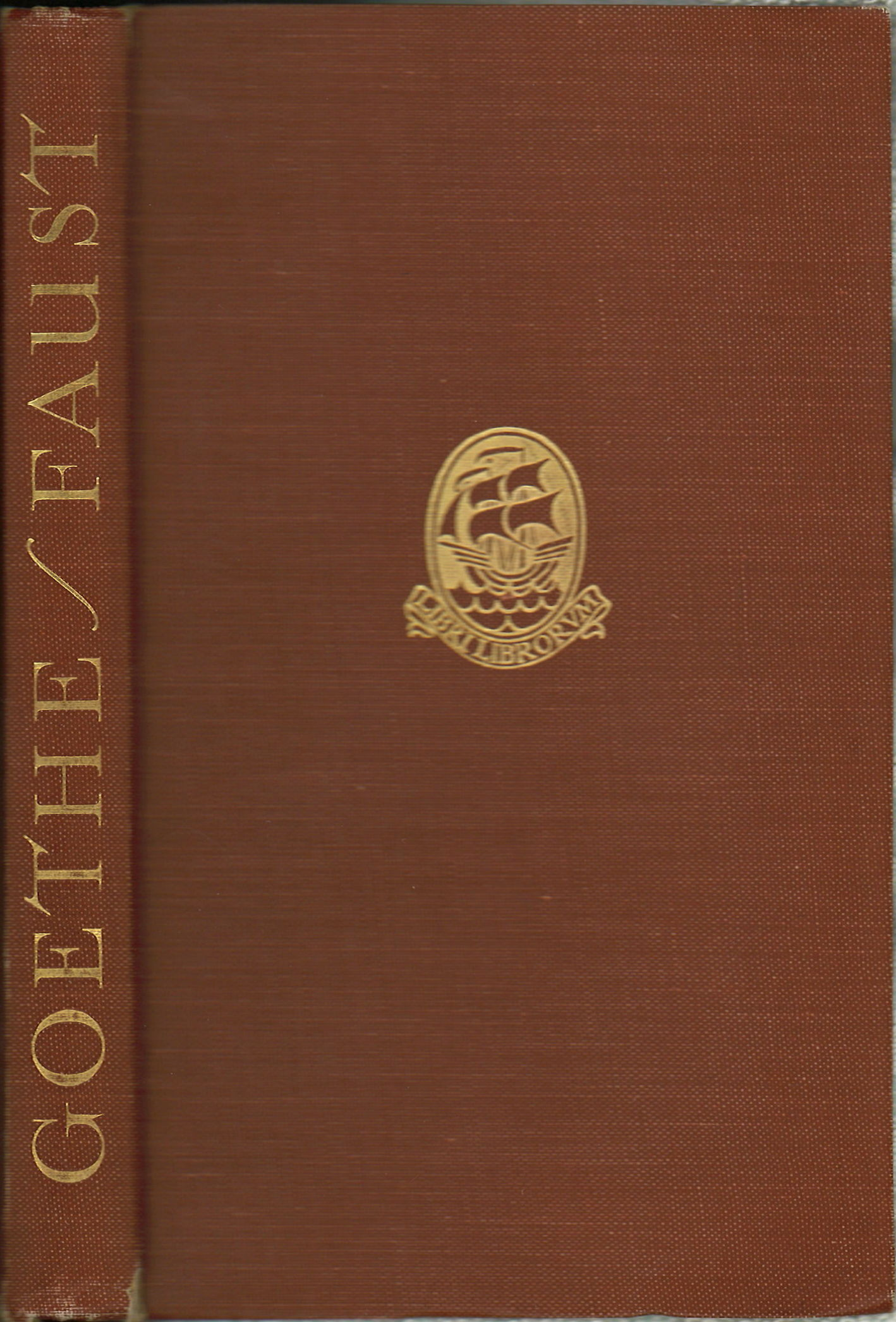
Goethes Faust (95.–104., 1922), brauner Einband

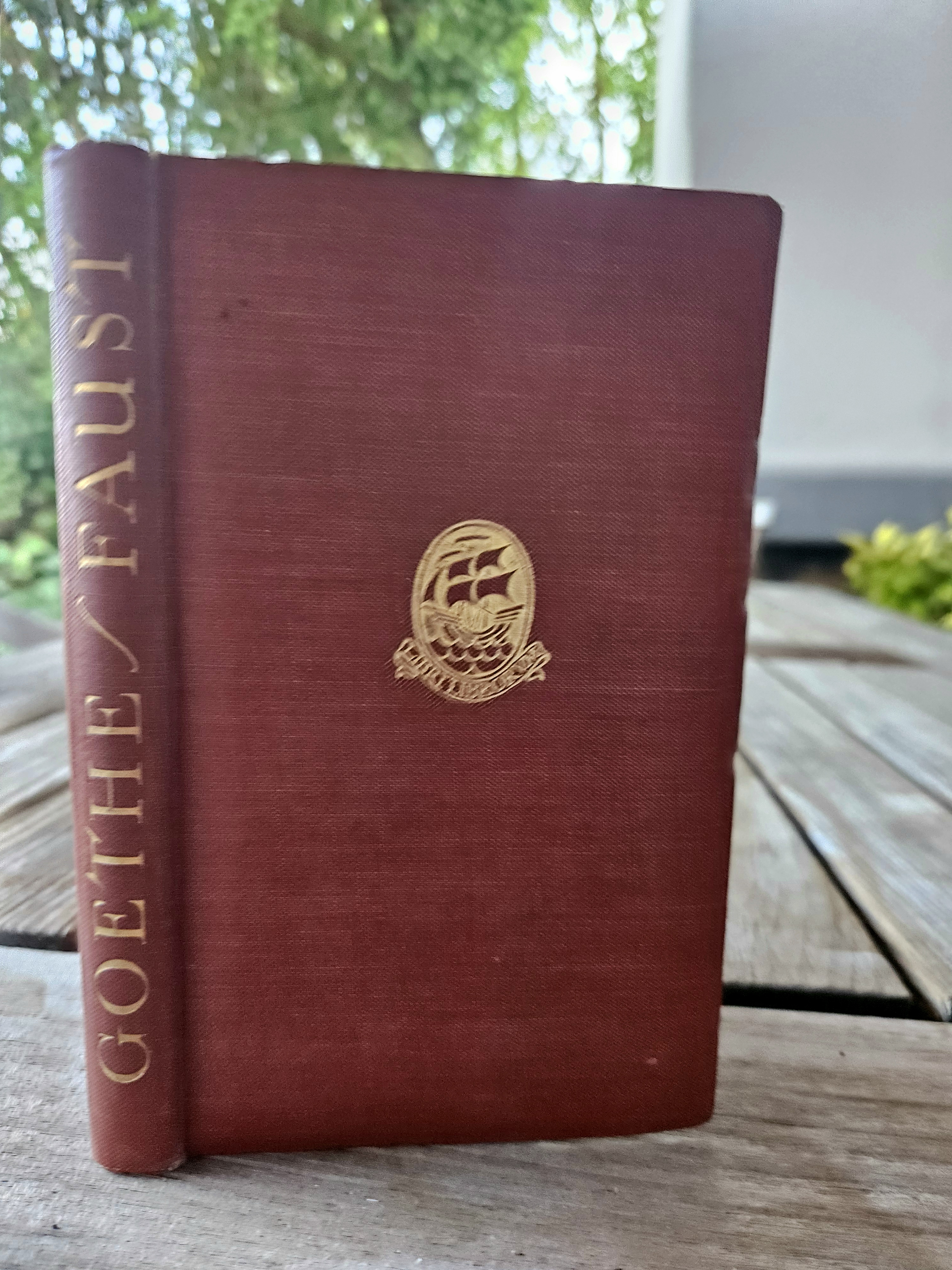
Goethes Faust (95.–104., 1922), rötlicher Einband

### Der Band „Goethes Faust“
Der erste Verlagsprospekt zu den fremdsprachlichen „Editiones insulae“ mit Einschluss dieser Reihe (I.V. 422) listete nur die fünf ersten in der Tabelle genannten Titel auf. In den etwas späteren Verlagsankündigungen „Orbis Literarum“ von 1921 (I.V. 439, 449) wurde auch die Gesamtausgabe von Goethes Faust (Urfaust, Fragment (1790), Tragödie I und II, Paralipomena) als Reihenband geführt. Von dem Band „Goethes Faust“ mit dem reihentypischen Verlagssignet sind allerdings nur wenige, in rötliches und braunes Leinen gebundene Exemplare bekannt; laut den Verlagsankündigungen wurden auch Lederausgaben angeboten. Kippenberg hatte sich, wie aus dem Einführungstext der Werbeschrift „Orbis Literarum“ (I.V. 439, S. 2) hervorgeht, wohl dazu entschlossen, auch den „Faust“ im Rahmen der schon seit 1909 in mehreren Teilauflagen gedruckten Ausgabe teilweise auch als Reihenband aufzubinden, zumal dies drucktechnisch mangels inhaltlichen Hinweises auf die Reihenzugehörigkeit im Buchblock selbst problemlos möglich gewesen war und es sich um ein deutsches Meisterwerk handelte, das er als leidenschaftlicher Goetheverehrer und -sammler wohl auch im Kreis der in der Reihe versammelten Weltliteratur sehen wollte. Diese Absicht wurde zunächst auch verwirklicht, indem aus der 1922 gedruckten Auflage des 95. bis 104. Tausends eine unbekannte, jedoch nicht allzu große Anzahl mit dem Reihensignet Libri Librorum aufgebunden wurde; das rechts (oben) abgebildete Exemplar stammt ausweislich eines grünen Eignerstempels aus der Bibliothek von Max von Baden. 
 Im Verlagsverzeichnis „Bücher des Insel-Verlages zu Leipzig. Februar 1923“ ist der Faust–Band noch bei den Reihentiteln mit aufgelistet. Die Herstellung einer signifikanten Anzahl von Exemplaren unter dem Reihentitel "Libri Librorum" unterblieb wahrscheinlich aufgrund des insgesamt schleppenden Absatzes der Reihe. Die Faust-Ausgabe verkaufte sich nämlich ansonsten sehr gut und hatte ständig Nachauflagen erlebt. Im Weihnachtsverzeichnis des Insel Verlags von 1924 sind dann – ohne Goethes Faust – wieder nur noch 5 unter dem Reihennamen gelistete Titel aufgeführt. Der Großteil der Auflage des 95. bis 104. Tausends wurde also in der normalen Ausstattung, zumeist im blauen Leineneinband, als Goethes Faust. Gesamtausgabe verkauft.
 Die Seltenheit der Reihenausgabe wird dadurch unterstrichen, dass Heinz Sarkowski den Band in seiner Bibliografie der Werke des Insel Verlags von 1969 nicht unter den Reihenbänden aufgeführt hat  – die Ausgabe war ihm aus den Verlagsaufzeichnungen wohl nicht bekannt. Die fehlende Bibliografierung auch als Reihenausgabe dürfte angesichts der vom Verlag angekündigten und auch verkauften Exemplare jedoch nicht korrekt sein.

### Tabelle der Reihentitel
Der Vollständigkeit halber wurden auch die schon erwähnten, mit dem Satz der Reihenausgabe gedruckten Folgeauflagen außerhalb der Reihe in die nachfolgende Tabelle mit aufgenommen. Ihre Angaben zur Auflage und zu den Einbandfarben sind kursiv gehalten. So wie ihr Einband kein Reihensignet mit dem Schriftzug „Libri librorum“ mehr trug, fehlte es auch auf der Vorderseite der mitgelieferten Schutzumschläge bzw. blieben diese gänzlich unbedruckt. Auch waren die Titelblätter nun einfarbig schwarz gehalten. Allerdings trugen mitgelieferte, wohl noch von den Erstauflagen vorhandene Schuber auf den aufgeklebten Titelvignetten weiterhin den Reihenvermerk.
Aufgrund der angespannten Situation bei der Beschaffung von Papier nach dem Zweiten Weltkrieg erschien Der Nibelunge Nôt 1947 in der 3. Auflage mit Normalpapier sowie nur broschiert und in Halbleinen.
| Autor                                                                  | Titel | Sprache              | Auflagen (in Tausend)                             | Druckerei                                             | Seiten | Leder               | Leinen                 | DNB- Katalog |
| Honoré de Balzac                                                       | Les contes drôlatiques (Tolldreiste Geschichten) | Französisch          | [1921]: 1.–5.                                     | Imprimerie Bernhard Tauchnitz                         | 516    | rot                 | blau                   | d-nb.info    |
| Honoré de Balzac                                                       | Les contes drôlatiques (Tolldreiste Geschichten) | Französisch          | [1923]: 6.–10.                                    | Imprimerie Bernhard Tauchnitz                         | 516    | NN                  | blau                   | –            |
| Dantes Alagherius (I) Introduzione (Einführung) di Benedetto Croce     | Dantis Alagherii Opera Omnia. La divina commedia. Il canzoniere (Dante Alighieris Gesamtwerk. Göttliche Komödie. Gedichtsammlung) | Italienisch          | 1921: [1.–5.]                                     | Tipografia di Poeschel & Trepte                       | 537    | dunkelgrün braunrot | grün dunkelgrün blau   | d-nb.info    |
| Dantes Alagherius (II) Epilogo (Nachwort) di Heinrich Wengler          | Dantis Alagherii Opera Omnia. Vita nuova – Il convivio – Eclogae - De Monarchia – De vulgari eloquentia – Questio de aqua et terra epistolae (Dante Alighieris Gesamtwerk. Das neue Leben. Gastmahl. Eclogae. Drei Bücher über die Monarchie. Über die Redegewandtheit in der Volkssprache. Untersuchung über Lage und Form des Wassers und der Erde) | Italienisch Latein   | 1921: [1.–5.]                                     | Tipografia di Poeschel & Trepte                       | 521    | dunkelgrün braunrot | grün dunkelgrün blau   | d-nb.info    |
| Ѳ[едоръ] М[ихайловичъ] Достоевскiй (Fjodor Michailowitsch Dostojewski) | Преступленiе и наказанiе (Schuld und Sühne) | Russisch             | [1921: 1.–5.]                                     | TИПOГPAѲiЯ ШПAMEPA (Druckerei Spamer)                 | 651    | braun               | blau                   | d-nb.info    |
| Όμηρος (Homer) Nachwort (lateinisch): Paul Cauer                       | Όμηροy Eπἡ Ἰλιάς – ἡ Ὀδύσσεια (Homers Epen Ilias – Odyssee) | Altgriechisch Latein | MCMXXI: [1.–5.] (1921)                            | BΡΕΙΤΚΟΠΦ ΚΑΙ ΑΙΡΤΕΛ ΤΥΠΟΓΡΑΦΙΑΣ (Breitkopf & Härtel) | 1011   | braunrot            | bordeauxrot            | d-nb.info    |
| Όμηρος (Homer) Nachwort (lateinisch): Paul Cauer                       | Όμηροy Eπἡ Ἰλιάς – ἡ Ὀδύσσεια (Homers Epen Ilias – Odyssee) | Altgriechisch Latein | [1935: 6.–9.]                                     | BΡΕΙΤΚΟΠΦ ΚΑΙ ΑΙΡΤΕΛ ΤΥΠΟΓΡΑΦΙΑΣ (Breitkopf & Härtel) | 1011   | –                   | schwarz                | –            |
| Όμηρος (Homer) Nachwort (lateinisch): Paul Cauer                       | Όμηροy Eπἡ Ἰλιάς – ἡ Ὀδύσσεια (Homers Epen Ilias – Odyssee) | Altgriechisch Latein | 1942: 10.–14.                                     | Druckerei Spamer                                      | 1011   | –                   | schwarz                | –            |
| Eduard Sievers                                                         | Der Nibelunge Nôt / Kûdrûn | Mittel- hochdeutsch  | 1921: [1.–5.]                                     | Poeschel & Trepte                                     | 626    | dunkelblau          | blau                   | d-nb.info    |
| Eduard Sievers                                                         | Der Nibelunge Nôt / Kûdrûn | Mittel- hochdeutsch  | 1930: 6.–8.                                       | Poeschel & Trepte                                     | 624    | –                   | blau                   | –            |
| Eduard Sievers                                                         | Der Nibelunge Nôt / Kûdrûn | Mittel- hochdeutsch  | 1947: 9.–13.                                      | Poeschel & Trepte                                     | 624    | –                   | beige (nur Halbleinen) | d-nb.info    |
| Eduard Sievers                                                         | Der Nibelunge Nôt / Kûdrûn | Mittel- hochdeutsch  | 1955: 14.–17.                                     | Poeschel & Trepte                                     | 624    | –                   | blau                   | d-nb.info    |
| [ Johann Wolfgang von Goethe ] Textrevision: Hans Gerhard Gräf         | GOETHES FAUST | Deutsch              | [1922]: 95.–104. (der Gesamtauflage, Teilauflage) | Breitkopf & Härtel                                    | 572    | NN                  | braun rötlich          | –            |

## Verlagswerbung für die Reihe
Es sollte laut den Inseraten im Börsenblatt Ankündigungen für die Gesamtreihe (Orbis Literarum) in deutscher, französischer, englischer, spanischer und italienischer Sprache geben. Tatsächlich sind nur deutschsprachiger Prospekte und solche in russischer Sprache bekannt. Aus diversen Verlagswerbebroschüren sind teilweise die einzelnen Auflagen der Reihentitel und die Dauer ihrer Lieferbarkeit ersichtlich. Der Verzicht auf den Reihenhinweis in diesen nach 1925 belegt, dass der Verlag die Reihe insgesamt nicht mehr fortführen wollte.

Werbung des Insel Verlags für die Titel der Reihe von 1920 bis 1955
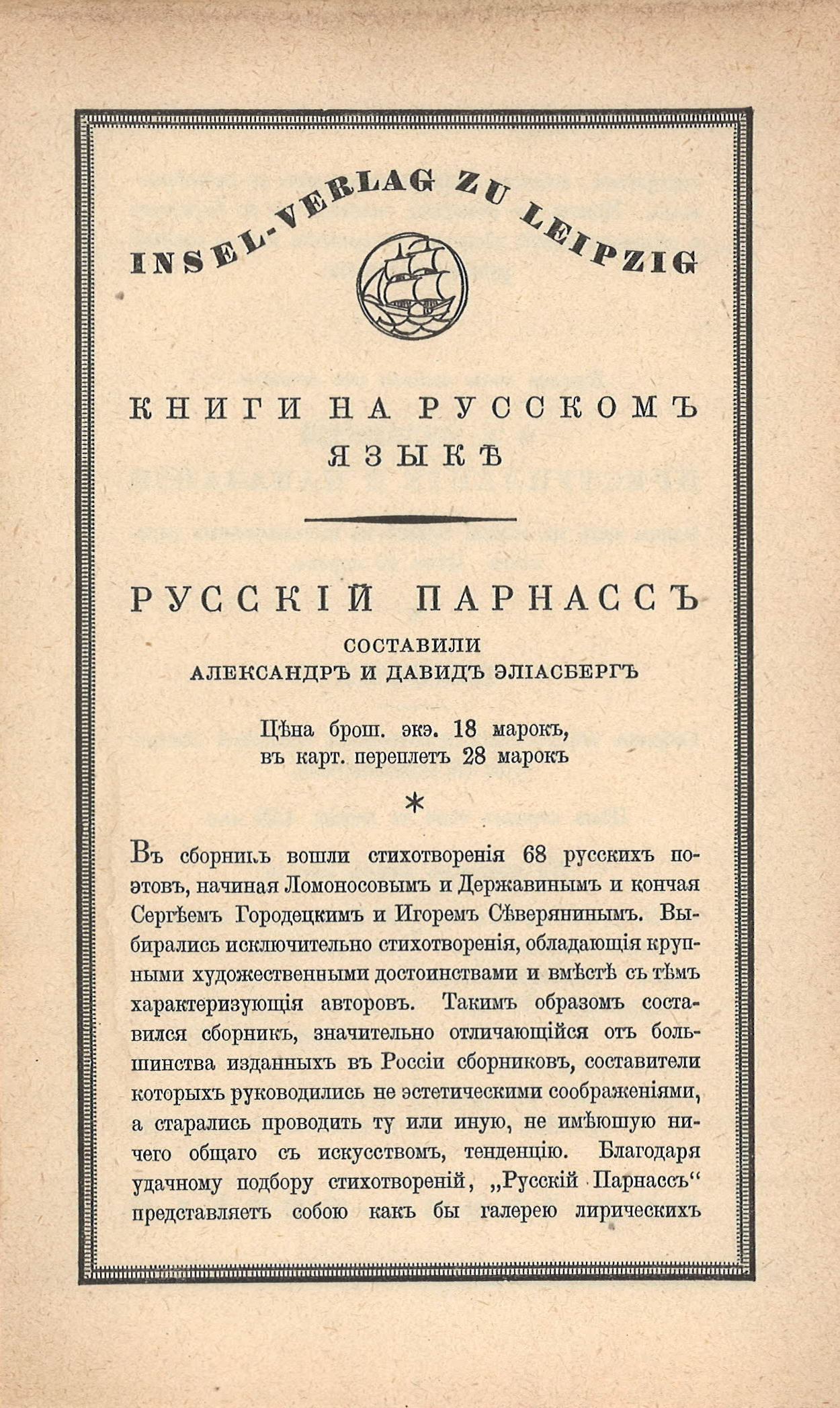
Prospekt für den „Russkij Parnass“ (Bibliotheca Mundi, 1920)
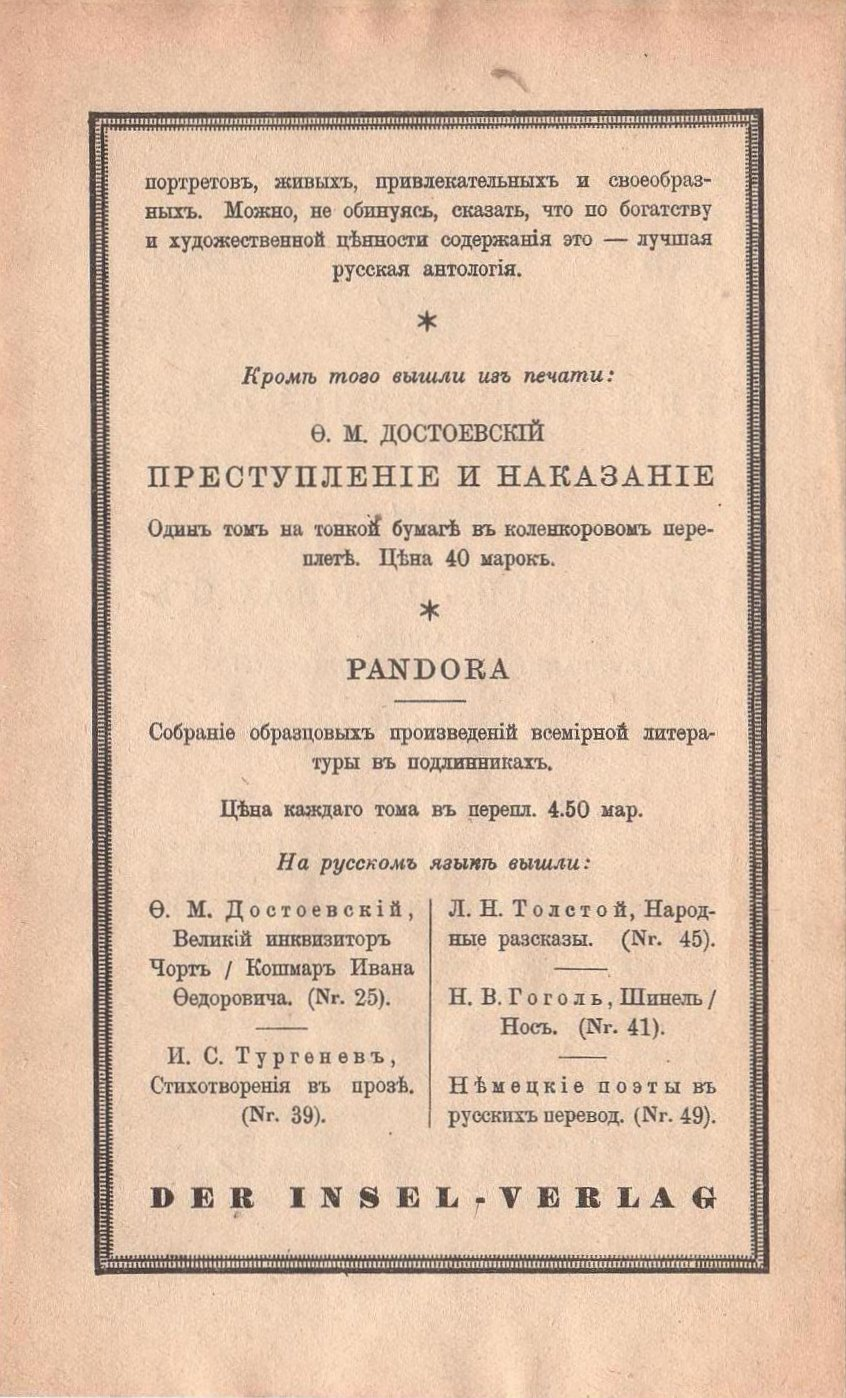
Rückseite des Prospekts mit Hinweis auf Dostojewskis „Schuld und Sühne“ aus dieser Reihe
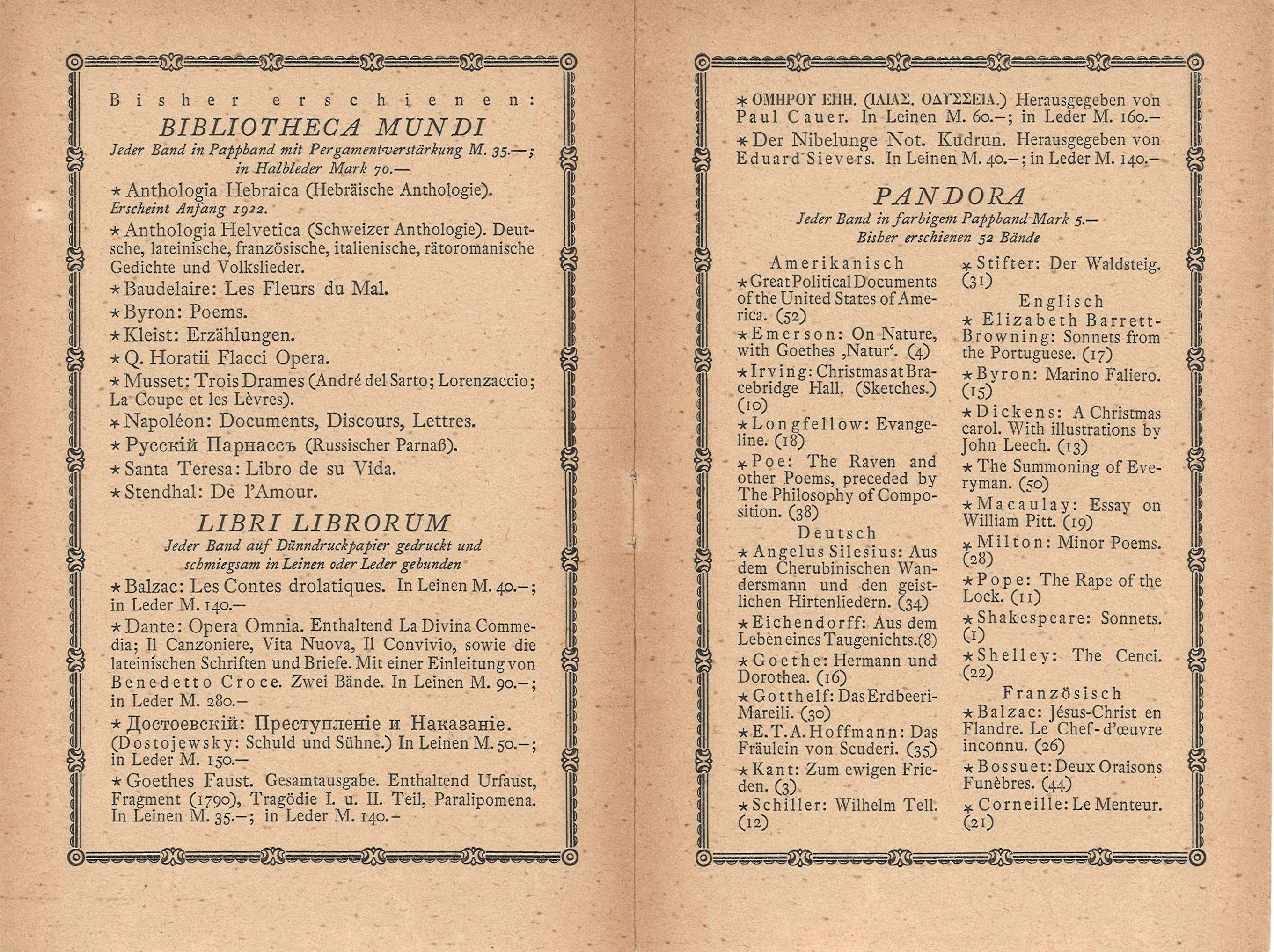
„Orbis Literarum“ von 1921 (I.V. 439) mit 6 Reihentiteln (einschließlich Goethes „Faust“)
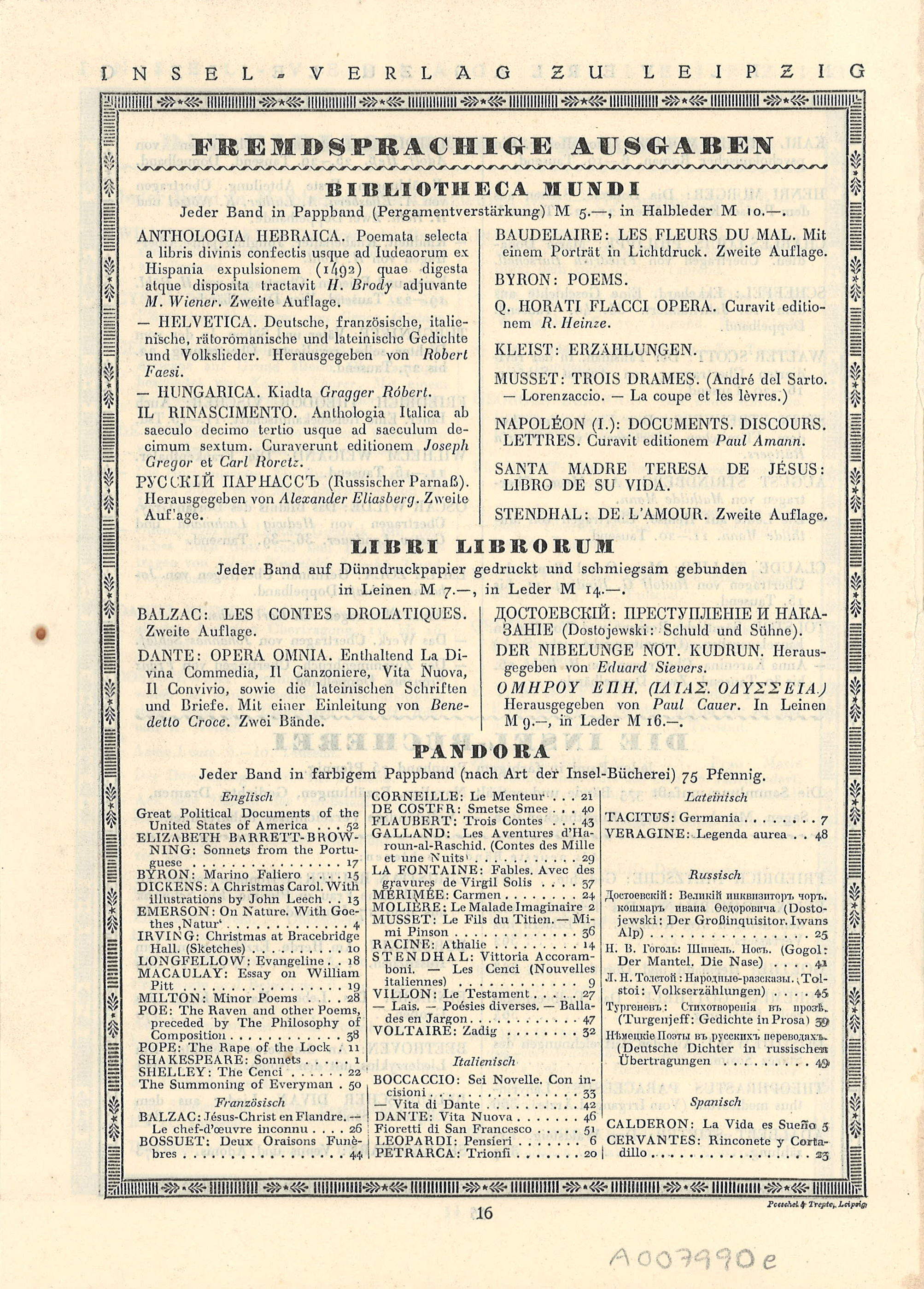
„Weihnachtsverzeichnis 1924“ mit 5 Reihentiteln (ohne Goethes „Faust“)
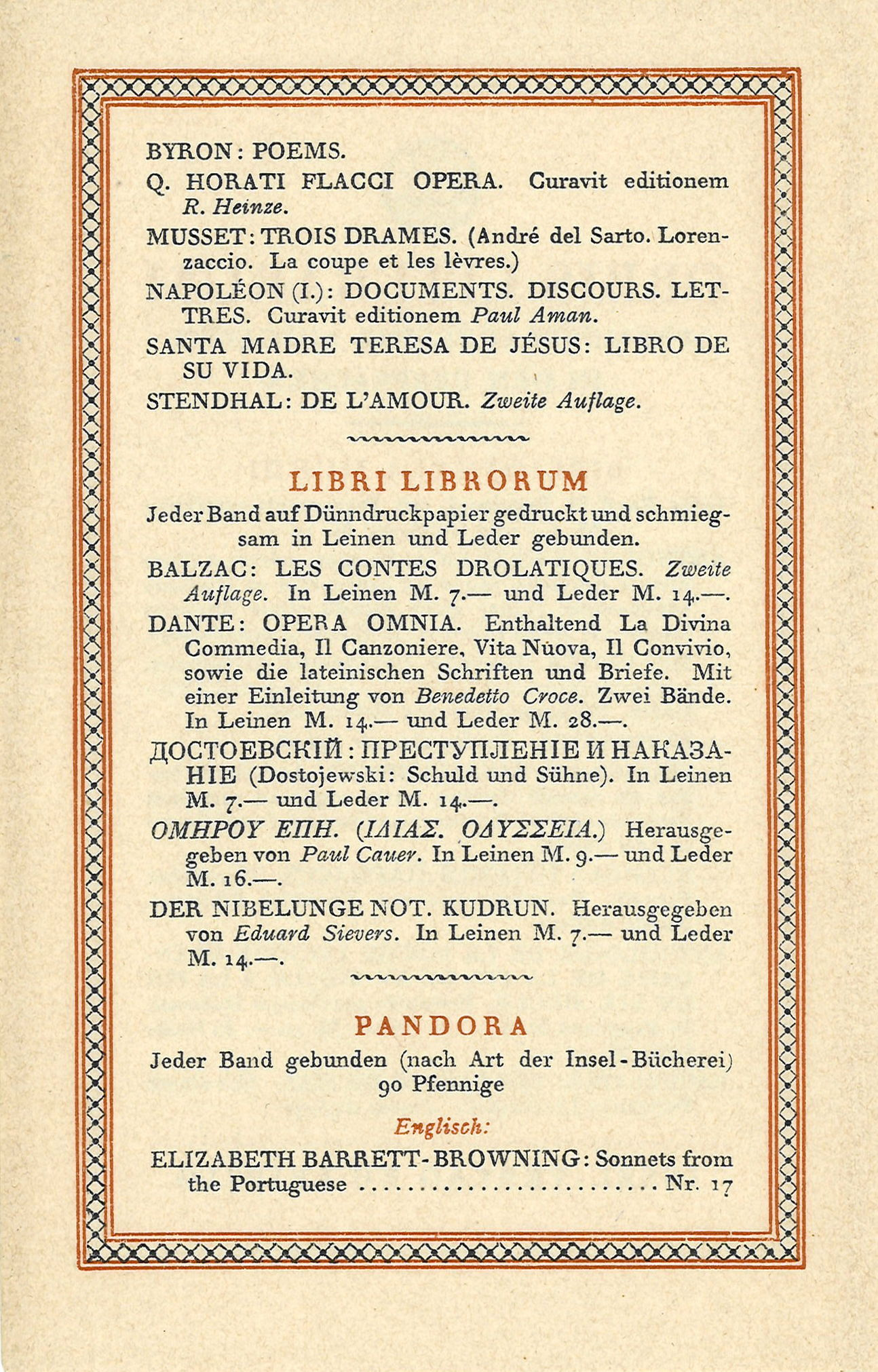
Prospekt „Orbis Literarum“ von 1925 (I.V. oh. Nr., S. 2) noch mit 5 Reihentiteln
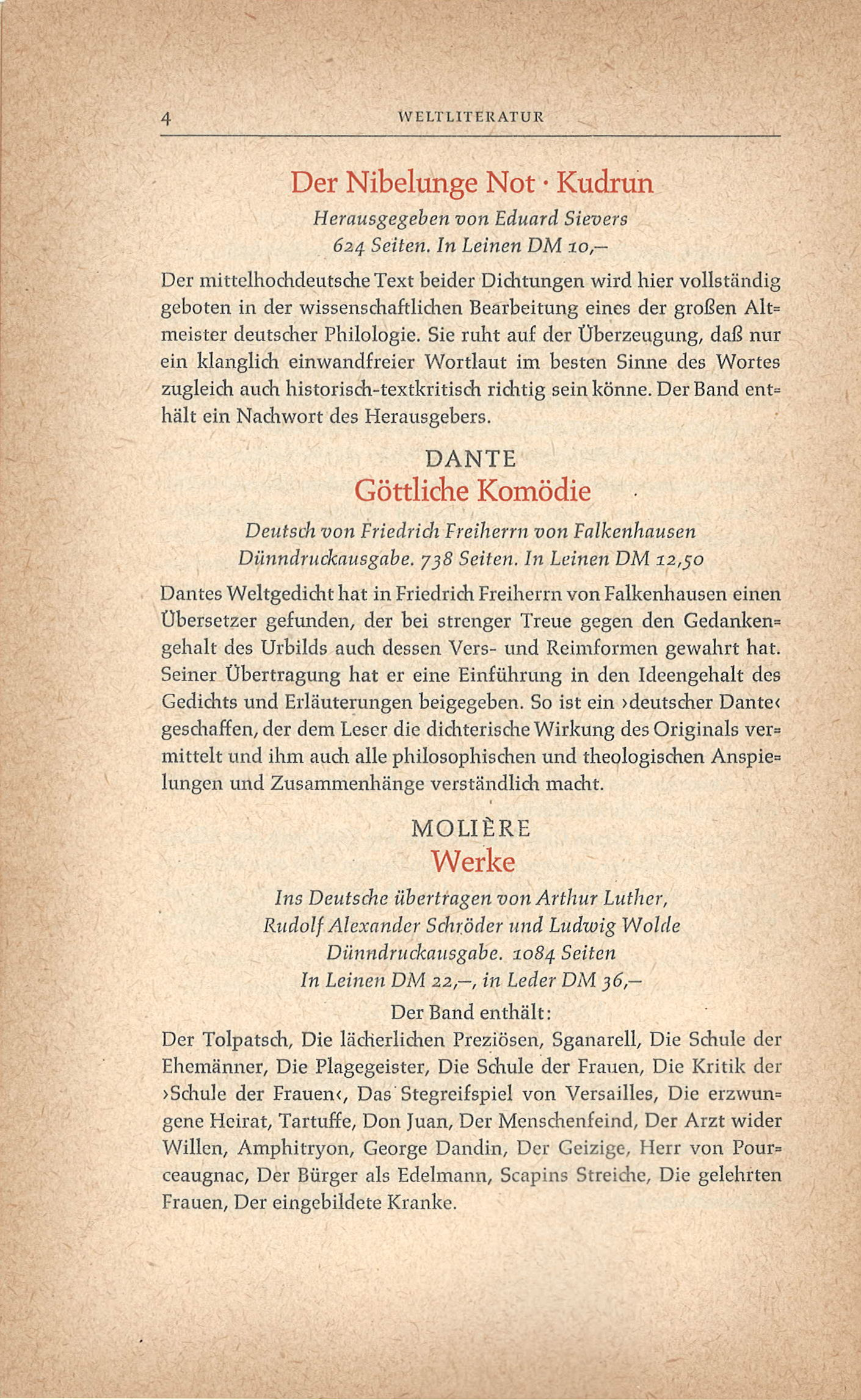
„Bücher aus dem Insel Verlag zu Weihnachten 1955“ mit „Der Nibelunge Not / Kudrun“ (14.–17.) ohne Reihenhinweis